# 北拉镇
北拉镇（藏語：བལ་ལ་），是中华人民共和国西藏自治区那曲市班戈县下辖的一个乡镇级行政单位。

## 行政区划
北拉镇下辖以下地区：
玛荣刚地社区、其龙村、拉庆多村、措俄口村、镇荣村、那宗村、拉龙村、热多村、恰列村、查仓村、边前村、场角村和布龙村。